# Ken Flach
Kenneth Eliot "Ken" Flach (St. Louis, Misuri, Estados Unidos; 24 de mayo de 1963-13 de marzo de 2018) fue un tenista estadounidense que se destacó por sobre todo en la modalidad de dobles. En esta especialidad, Flach conquistó 34 títulos, incluido una medalla de oro en los Juegos Olímpicos de Seúl 1988 y fue N.º 1 del mundo en 1985.
Falleció a causa de una neumonía el 13 de marzo de 2018.

## Finales de Grand Slam

### Campeón Dobles (4)
| Año  | Torneo    | Pareja        | Oponentes en la final               | Resultado                 |
| 1985 | US Open   | Robert Seguso | Henri Leconte Yannick Noah          | 6-7 7-6 7-6 6-0           |
| 1987 | Wimbledon | Robert Seguso | Sergio Casal Emilio Sánchez Vicario | 3-6 6-7(6) 7-6(3) 6-1 6-4 |
| 1988 | Wimbledon | Robert Seguso | John Fitzgerald Anders Järryd       | 6-4 2-6 6-4 7-6(3)        |
| 1993 | US Open   | Rick Leach    | Martin Damm Karel Nováček           | 6-7 6-4 6-2               |

### Finalista Dobles (2)
| Año  | Torneo  | Pareja        | Oponentes en la final       | Resultado           |
| 1987 | US Open | Robert Seguso | Stefan Edberg Anders Järryd | 6-7 2-6 6-4 7-5 6-7 |
| 1989 | US Open | Robert Seguso | John McEnroe Mark Woodforde | 4-6 6-4 3-6 3-6     |

### Campeón Dobles Mixto (2)
| Año  | Torneo        | Pareja       | Oponentes en la final               | Resultado      |
| 1986 | Roland Garros | Kathy Jordan | Rosalyn Fairbank Mark Edmondson     | 3-6 7-6(3) 6-3 |
| 1986 | Wimbledon     | Kathy Jordan | Heinz Gunthardt Martina Navratilova | 6-3 7-6(7)     |